# Sérgio da Costa Franco
Sérgio da Costa Franco (Jaguarão, 12 de junho de 1928 – Porto Alegre, 13 de outubro de 2022) foi um historiador, advogado e jornalista brasileiro. Foi um dos maiores pesquisadores da história do Rio Grande do Sul e da capital Porto Alegre.

## Biografia
Filho do juiz Álvaro da Costa Franco e de Gilda Werneck da Costa Franco, após o assassinato de seu pai, em 1935 sua mãe e irmãos mudaram-se para Porto Alegre, onde Franco começou a trabalhar a partir dos 15 anos. Concluiu o curso secundário em 1945, no Colégio Anchieta. Formou-se em Geografia e História pela UFRGS em 1948 e em seguida em Direito, pela mesma universidade, em 1954.
Foi professor de ensino médio de 1947 a 1968, e chefe de comunicação regional do IBGE entre 1949 e 1952. Neste ano fez concurso para o Banco do Brasil, onde trabalhou como escriturário até 1957. A partir daí fez carreira no Ministério Público do Rio Grande do Sul. Foi Promotor de justiça nas cidades gaúchas de Encantado, Quaraí, Soledade, Erechim e Porto Alegre, promovido a Procurador de Justiça em 1976 e aposentado em setembro de 1977.
Membro honorário do Instituto Histórico e Geográfico do Rio Grande do Sul, foi seu presidente de 1996 a 1998. Também foi membro do Instituto Histórico e Geográfico Brasileiro.
Jornalista desde 1949, publicou crônicas e textos históricos em diversos jornais. Foi editor do Correio do Povo de 1978 a 1983. Autor de trinta livros, alguns reunindo crônicas, mas a maior parte dedicados à pesquisa histórica, principalmente à memória de Porto Alegre.
Em 2020, já com 92 anos, publicou suas duas últimas obras, uma sobre a História da sua cidade natal, Jaguarão  e outra reunindo biografias de todos os presidentes do Brasil, desde Deodoro da Fonseca. 
Após ficar internado por cerca de duas semanas, morreu em 13 de outubro de 2022, decorrente de insuficiência cardíaca.
Foi casado com Ignez Maria Casella, deixando os filhos Sérgio, Maria Ignez, Miguel, Fernando e César.

## Premiações
Seu primeiro livro de crônicas, "Quarta página", recebeu o Prêmio Carlos de Laet da Academia Brasileira de Letras em 1976. 
Em 2005 sua obra Os viajantes olham Porto Alegre recebeu da Secretaria Municipal de Cultura o Prêmio Açorianos, categoria Livro do Ano. Em 2007 recebeu o Prêmio Compahc - Mérito ao Patrimônio, concedido pelo Conselho Municipal do Patrimônio Histórico e Cultural de Porto Alegre.
Em 2009, Sérgio da Costa Franco, pelo conjunto da obra, recebeu o Prêmio Joaquim Felizardo como destaque na área de Memória Cultural. No mesmo ano recebeu também a Medalha Leonardo Macedônia, conferida pela Ordem dos Advogados do Brasil, seção do Rio Grande do Sul. 
Em 2010 recebeu a Medalha do Mérito Farroupilha, concedida pela Assembleia Legislativa do Rio Grande do Sul.  Em 2012 recebeu o Troféu Guri, iniciativa do Grupo RBS que a cada ano homenageia "10 personalidades que contribuíram para a história do Rio Grande do Sul". Em 2017 foi agraciado com a Comenda Joaquim Caetano da Silva, conferida pelo Instituto Histórico e Geográfico do Rio Grande do Sul.